# Gottfried von Jena
Gottfried von Jena (ur. 20 listopada 1624 w Zerbst/Anhalt, zm. 8 stycznia 1703 w Halle) – niemiecki dyplomata, pruski polityk, profesor Uniwersytetu Viadrina we Frankfurcie nad Odrą.
Jego ojciec i dziadek byli włodarzami miasta Zerbst/Anhalt w regionie Anhalt. Brat Friedricha (1620-1682). Dwukrotnie żonaty.
Studiował prawo na uniwersytetach w Wittenberdze, Gießen i Marburgu. W 1649 r. został profesorem w Heidelbergu. Od 1655 r. na służbie elektora brandenburskiego, objął kierowanie jednej z katedr na Uniwersytecie Viadrina we Frankfurcie nad Odrą.